# Église de la Madeleine de Verneuil-sur-Avre
Pour les articles homonymes, voir église de la Madeleine (homonymie) et Madeleine.
L'église de la Madeleine est située à Verneuil-sur-Avre (Eure). Sa tour de 56 m de haut, visible des kilomètres alentour, est devenue le symbole de la ville.
L'église fait l’objet d’un classement au titre des monuments historiques par la liste de 1862.

## Histoire
L'édifice est consacré à sainte Marie-Madeleine.
La construction commence au début du XIIe siècle, en même temps que la fondation et le développement de la ville. La tour est édifiée à la fin du XVe siècle mais le manque de moyens interrompt le chantier durant 30 ans. C'est grâce à la générosité de l'évêque de Senlis, Artus Fillon, natif de Verneuil, qu'elle est achevée vers 1525. La richesse de sa décoration sculptée la fait justement comparer à la Tour de Beurre de la cathédrale Notre-Dame et à la tour-lanterne de l'abbatiale Saint-Ouen, toutes deux à Rouen.

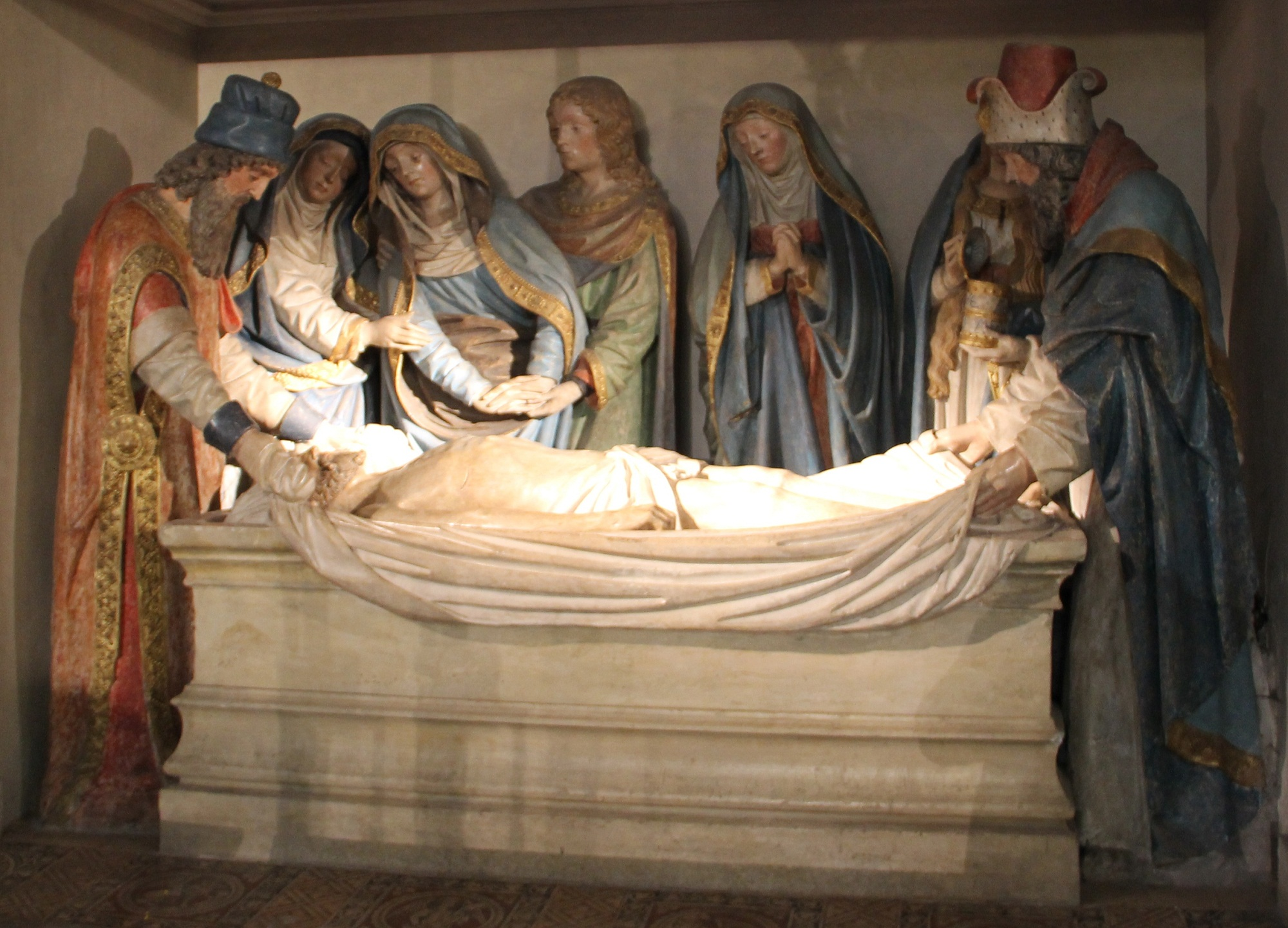
Eglise de la Madeleine de Verneuil-sur-Avre. Mise au tombeau.

## Mobilier
Le grand orgue est l'œuvre du facteur rouennais Jean-Baptiste Lefebvre (1778). 
Une remarquable Mise au tombeau du XVIe siècle met en scène des personnages polychromes.
David d'Angers livre en 1826 un cénotaphe à la mémoire de Louis de Frotté et des sept autres officiers qui furent fusillés à Verneuil le 18 février 1800, alors que leurs cendres sont transférées dans la crypte en 1814.
Une statue de Jeanne au bûcher y est aussi installée, avec la mention « À Ste Jeanne d'Arc. La paroisse reconnaissante. 15 juin 1940 - 22 août 1944 ».